# Humin-Dobra Ziemskie
Humin-Dobra Ziemskie ist ein Dorf in Polen in der Woiwodschaft Łódź im Powiat Skierniewicki. Das Dorf gehört zur Stadt-und-Land-Gemeinde Bolimów und liegt nordöstlich des Gemeindesitzes Bolimów.